# Hypolimnas formosa
Hypolimnas formosa är en fjärilsart som beskrevs av Illidge 1924. Hypolimnas formosa ingår i släktet Hypolimnas och familjen praktfjärilar. Inga underarter finns listade i Catalogue of Life.